# Liste der Baudenkmäler in Fürth/R
Diese Liste ist eine Teilliste der Liste der Baudenkmäler in Fürth. Grundlage der Liste ist die Bayerische Denkmalliste, die auf Basis des bayerischen Denkmalschutzgesetzes vom 1. Oktober 1973 erstmals erstellt wurde und seither durch das Bayerische Landesamt für Denkmalpflege geführt und aktualisiert wird. Die folgenden Angaben ersetzen nicht die rechtsverbindliche Auskunft der Denkmalschutzbehörde.
Dieser Teil der Liste beschreibt die denkmalgeschützten Objekte an folgenden Fürther Straßen und Plätzen:
- Rednitzhof
- Ritterstraße
- Robert-Koch-Straße
- Rosenstraße
- Rudolf-Breitscheid-Straße

## Rednitzhof
| Lage                     | Objekt              | Beschreibung | Akten-Nr.                | Bild                |
| ------------------------ | ------------------- | --- | ------------------------ | ------------------- |
| Rednitzhof 10 (Standort) | Wohnhaus            | Langgestreckter, zweigeschossiger und traufseitiger Putzbau mit Satteldach, giebelseitig mit Sandsteinerdgeschoss, im Kern 1766, im 19. Jahrhundert erweitert; Teil des Ensembles Altstadt. | D-5-63-000-1118 Wikidata | Wohnhaus            |
| Rednitzhof 11 (Standort) | Wohnhaus in Ecklage | Dreigeschossiger traufseitiger Sandsteinbau mit Satteldach, Sohlbankgesims und Fledermausgauben, spätklassizistisch, von Caspar Gran, 1847; Teil des Ensembles Altstadt.                    | D-5-63-000-1119 Wikidata | Wohnhaus in Ecklage |

## Ritterstraße
| Lage                      | Objekt               | Beschreibung | Akten-Nr.                | Bild           |
| ------------------------- | -------------------- | --- | ------------------------ | -------------- |
| Ritterstraße 2 (Standort) | Mietshaus in Ecklage | Fünfgeschossiger Satteldachbau mit reich gegliederter Sandstein- und Kunststeinfassade, Erker, geschweiftem Zwerchgiebel sowie Erker und Schweifkuppel an der abgeschrägten Ecke, historisierend, von Bräutigam und Wiessner, 1903/04; bauliche Gruppe mit Ritterstraße 4 / 6.                                                                   | D-5-63-000-1122 Wikidata | weitere Bilder |
| Ritterstraße 4 (Standort) | Mietshaus            | Viergeschossiger Mansarddachbau mit Backstein- und Sandsteinfassade, Ädikulaportal und flachem Mittelrisalit mit Erker, flankierenden Gitterbalkonen und Zwerchhaus, in Neurenaissance-Formen, von Bräutigam und Wiessner, 1904–1906; bauliche Gruppe mit den Eckhäusern Ritterstraße 2 / 6.                                                     | D-5-63-000-1123 Wikidata | weitere Bilder |
| Ritterstraße 6 (Standort) | Mietshaus in Ecklage | Viergeschossiger Mansarddachbau mit Sandstein- und Kunststeinfassade, Erker mit Eisenbalkonbrüstung, Zwerchhäusern mit Krüppelwalmdächern, polygonalem Eckerkerturm, Gitterbalkonen und steinerner Hausfigur eines Handwerkers, historisierend mit Jugendstil-Einfluss, von Ebert und Müller, 1906–1908; bauliche Gruppe mit Ritterstraße 2 / 4. | D-5-63-000-1124 Wikidata | weitere Bilder |

## Robert-Koch-Straße
| Lage                             | Objekt             | Beschreibung | Akten-Nr.                | Bild |
| -------------------------------- | ------------------ | --- | ------------------------ | ---- |
| Robert-Koch-Straße 47 (Standort) | Felsenkellersystem | Umfangreiches, aus dem Fels gehauenes bzw. in Ziegelstein mit Entlastungsbögen ausgebautes Gangsystem, um 1872 als Eis- und Bierkeller der Brauerei Grüner angelegt und fortgebaut, um 1944 zu Luftschutztiefbunker ausgebaut, teilweise modern gesichert; erstreckt sich südlich Robert-Koch-Straße gegen das Klinikum Fürth. | D-5-63-000-1700 Wikidata | BW   |

## Rosenstraße
| Lage                                          | Objekt                                   | Beschreibung | Akten-Nr.                | Bild                                     |
| --------------------------------------------- | ---------------------------------------- | --- | ------------------------ | ---------------------------------------- |
| Rosenstraße 1 (Standort)                      | Wohnhaus in Ecklage                      | Dreigeschossiger Satteldachbau mit Sandsteinfassade, Sohlbankgesimsen und Stichbogenfenstern, spätklassizistisch, von Caspar Gran und Melchior Kiesel, 1852/53. | D-5-63-000-1130 Wikidata | weitere Bilder                           |
| Rosenstraße 3 (Standort)                      | Wohnhaus                                 | Dreigeschossiger traufseitiger Sandsteinbau mit Satteldach, Sohlbankgesimsen, Lisenen und Rundbogenfries an der Traufe, spätklassizistisch, von Johann Andreas Korn, 1853; Rückgebäude, ehemalige Glasfabrik, dreigeschossiger Sandsteinbau mit Pultdach, gleichzeitig; ehemalige Glasfabrik im zweiten Innenhof, zweigeschossiger, zweiflügeliger Sandsteinbau mit Pultdach, gleichzeitig; Lager- oder Werkstattgebäude im zweiten Innenhof, erdgeschossiger Sandsteinbau mit Pultdach und Aufzugsgaube, gleichzeitig. | D-5-63-000-1132 Wikidata | Wohnhaus                                 |
| Rosenstraße 4 (Standort)                      | Wohnhaus                                 | Dreigeschossiger traufseitiger Sandsteinbau mit Satteldach, Sohlbankgesimsen und mittigem Stichbogentor, spätklassizistisch, von Johann Michael Zink und Johann Kiesel, 1853/54, nach Kriegsschäden 1949 wiederhergestellt. | D-5-63-000-1133 Wikidata | Wohnhaus                                 |
| Rosenstraße 5 (Standort)                      | Wohnhaus                                 | Dreigeschossiger traufseitiger Sandsteinbau mit Satteldach, Sohlbankgesims und seitlichem Stichbogentor, spätklassizistisch, von Caspar Gran und Johann Kiesel, 1855; Rückgebäude, erdgeschossiger, teils verputzter Backsteinbau mit Mansarddach und Backsteinfries an Traufe, wohl letztes Viertel 19. Jahrhundert; Rückgebäude, erdgeschossiger Sandsteinbau mit Mansarddach und Zwerchhaus mit Dreiecksgiebel, wohl Mitte 19. Jahrhundert.                                                                          | D-5-63-000-1134 Wikidata | Wohnhaus                                 |
| Rosenstraße 6 (Standort)                      | Mietshaus                                | Dreigeschossiger traufseitiger Satteldachbau mit reich gegliederter Sandsteinfassade, rustiziertem Erdgeschoss und Mittelerker mit Eisenbalkonbrüstung, Neurenaissance, von Johann Söhnlein, 1878/79. | D-5-63-000-1135 Wikidata | Mietshaus                                |
| Rosenstraße 7 (Standort)                      | Ehemaliges Fabrikgebäude, jetzt Wohnhaus | Dreigeschossiger traufseitiger Sandsteinbau mit Satteldach, Sohlbankgesims und Rundbogenöffnungen im Erdgeschoss, spätklassizistisch, von Caspar Gran und Friedrich Schmidt, 1856; hofseitig angebautes ehemaliges Maschinenhaus, zweigeschossiger, teils verputzter Sandsteinbau mit Pultdach und Laube im Obergeschoss, gleichzeitig; Rückgebäude, ehemaliges Fabrikgebäude, dreigeschossiger Sandsteinbau mit Satteldach, Ende 19. Jahrhundert.                                                                      | D-5-63-000-1136 Wikidata | Ehemaliges Fabrikgebäude, jetzt Wohnhaus |
| Rosenstraße 8 (Standort)                      | Wohnhaus                                 | Dreigeschossiger traufseitiger Satteldachbau mit Sandsteinfassade, Sohlbankgesimsen und Stichbogenfenstern, spätklassizistisch, von Johann Gran, 1860/61. | D-5-63-000-1137 Wikidata | Wohnhaus                                 |
| Rosenstraße 9 (Standort)                      | Wohnhaus                                 | Dreigeschossiger traufseitiger Satteldachbau mit Sandsteinfassade, Sohlbankgesims und mittigem Stichbogentor, spätklassizistisch, von Andreas Korn, 1859; Rückgebäude, drei- und zweigeschossiger Backsteinbau mit Pultdach, wohl letztes Viertel 19. Jahrhundert. | D-5-63-000-1138 Wikidata | Wohnhaus                                 |
| Rosenstraße 10 (Standort)                     | Wohnhaus                                 | Dreigeschossiger traufseitiger Satteldachbau mit Sandsteinfassade, Sohlbankgesims und mittigem Stichbogentor, spätklassizistisch, wohl von Paulus Müller, um 1867. | D-5-63-000-1139 Wikidata | Wohnhaus                                 |
| Rosenstraße 11 (Standort)                     | Wohnhaus                                 | Dreigeschossiger traufseitiger Satteldachbau mit Sandsteinfassade, Sohlbankgesims, Zahnschnittfries an der Traufe und mittigem Stichbogentor, spätklassizistisch, von Andreas Korn, 1861/62. | D-5-63-000-1140 Wikidata | Wohnhaus                                 |
| Rosenstraße 12 (Standort)                     | Wohnhaus                                 | Dreigeschossiger traufseitiger Satteldachbau mit Sandsteinfassade, Sohlbankgesimsen, Konsoltraufgesims und mittigem Stichbogentor, spätklassizistisch, von Paulus Müller, 1868; Rückflügel, ehemalige Druckereiwerkstatt, zweigeschossiger Sandsteinbau mit Pultdach, 1872; Rückgebäude, ehemaliges Maschinengebäude, zweigeschossiger Backsteinbau mit Pultdach, 1905. | D-5-63-000-1141 Wikidata | Wohnhaus                                 |
| Rosenstraße 13 / Hallemannstraße 1 (Standort) | Wohnhaus in Ecklage                      | Dreigeschossiger Satteldachbau mit Sandsteinfassade, Ecklisene, Sohlbankgesims und Stichbogenfenstern, spätklassizistisch, von Andreas Korn, 1861. | D-5-63-000-1142 Wikidata | Wohnhaus in Ecklage                      |
| Rosenstraße 14 (Standort)                     | Wohnhaus der ehemaligen Brauerei Grüner  | Zweigeschossiger traufseitiger Flachsatteldachbau mit reich gegliederter Sandsteinfassade und erhöhtem Mittelrisalit mit Konsoltraufgesims, spätklassizistisch, von Paulus Müller, 1874. | D-5-63-000-1143 Wikidata | Wohnhaus der ehemaligen Brauerei Grüner  |
| Rosenstraße 15 (Standort)                     | Wohnhaus                                 | Dreigeschossiger traufseitiger Satteldachbau mit Sandsteinfassade, Sohlbankgesimsen und Stichbogenfenstern, spätklassizistisch, von Johann Gran, 1861; westlicher Seitenflügel im Hof, eingeschossiger Sandsteinquaderbau mit Pultdach, von Johann Gran, 1861; Werkstattgebäude, eingeschossiger Satteldachbau mit Ziegelmauerwerk mit Natursteingliederung, 1900. | D-5-63-000-1144 Wikidata | Wohnhaus                                 |
| Rosenstraße 17 (Standort)                     | Grundschule Rosenstraße                  | Dreigeschossiger traufseitiger Satteldachbau mit reichgegliederter Sandsteinfassade, rustiziertem Erdgeschoss und Konsoltraufgesims, in strengen Neurenaissanceformen, wohl von Simon Vogel, 1882/83. | D-5-63-000-1145 Wikidata | Grundschule Rosenstraße                  |
| Rosenstraße 22 (Standort)                     | Wohnhaus                                 | Viergeschossiger Mansarddachbau mit reich gegliederter Sandsteinfassade und Mittelerker, in Neurenaissance-Formen, von Fritz Walter und G. Lampert, 1903/04; bauliche Gruppe mit Eckhaus Rosenstraße 24 und Theaterstraße 3. | D-5-63-000-1146 Wikidata | weitere Bilder                           |
| Rosenstraße 24 (Standort)                     | Mietshaus in Ecklage                     | Viergeschossiger zweiflügeliger Mansarddachbau mit Sandsteinfassade, rustiziertem Erdgeschoss und Polygonalerker in der einspringenden Ecke, in Neurenaissance-Formen, von Fritz Walter und G. Lampert, bez. 1904; bauliche Gruppe mit Rosenstraße 22 und Theaterstraße 3. | D-5-63-000-1147 Wikidata | Mietshaus in Ecklage                     |

## Rudolf-Breitscheid-Straße
| Lage                                    | Objekt                             | Beschreibung | Akten-Nr.                | Bild           |
| --------------------------------------- | ---------------------------------- | --- | ------------------------ | -------------- |
| Rudolf-Breitscheid-Straße 1 (Standort)  | Wohn- und Geschäftshaus in Ecklage | Viergeschossiger Satteldachbau mit Sandsteinfassade, Erker und Ziergiebel an der abgeschrägten Ecke und Konsolgesims, spätklassizistisch, von Johann Michael Zink und Johann Weithaas, 1862. | D-5-63-000-1149 Wikidata | BW             |
| Rudolf-Breitscheid-Straße 2 (Standort)  | Wohn- und Geschäftshaus            | Viergeschossiger Satteldachbau mit Sandsteinfassade, Zwerchgiebel und eingerücktem Balkon, neuklassizistisch, von Ch. Christgau und Matthäus Schelter, 1860, Umbau mit Erweiterung, Aufstockung und Fassadenneugestaltung 1908/09 durch Peringer und Rogler. | D-5-63-000-1150 Wikidata | BW             |
| Rudolf-Breitscheid-Straße 3 (Standort)  | Wohnhaus                           | Dreigeschossiger, traufständiger Satteldachbau mit Sandsteinfassade, Gurtgesimsen und flachem Mittelrisalit, klassizistisch, von Johann Michael Zink, 1836, 1880 umgebaut; Rückgebäude, Wohnhaus, dreigeschossiger Sandsteinbau mit Satteldach, um 1880; Rückgebäude, ehemaliges Hopfenlagerhaus und -darre, jetzt Wohnhaus, viergeschossiger Sandsteinbau mit Satteldach, 1881. | D-5-63-000-1151 Wikidata | BW             |
| Rudolf-Breitscheid-Straße 5 (Standort)  | Wohnhaus                           | Dreigeschossiger, traufständiger Satteldachbau mit Sandsteinfassade, hölzernem Konsolgesims und mittigem Eisenbalkon, spätklassizistisch, von Leonhard Schmidtner und Sebastian Schmidtner, 1837; Rückgebäude, Wohnhaus, dreigeschossiger Sandsteinbau mit Pultdach, wohl um 1880.                                                                                               | D-5-63-000-1153 Wikidata | BW             |
| Rudolf-Breitscheid-Straße 12 (Standort) | Wohnhaus                           | Dreigeschossiger, traufständiger Satteldachbau mit Sandsteinfassade und Lisenengliederung, spätklassizistisch, von Johann Gran, 1861. | D-5-63-000-1157 Wikidata | BW             |
| Rudolf-Breitscheid-Straße 25 (Standort) | Mietshaus                          | Viergeschossiger traufseitiger Satteldachbau mit reich gegliederter Sandsteinfassade, rustiziertem Erdgeschoss, Gitterbalkonen und polygonalem Mittelerker, Neubarock, von Adam Egerer, 1893, nach Kriegszerstörung unter Erhaltung der Fassade 1957 wiederaufgebaut; Rückgebäude, erdgeschossiger Backsteinbau mit Sandsteinsockel und Pultdach, gleichzeitig.                  | D-5-63-000-1160 Wikidata | BW             |
| Rudolf-Breitscheid-Straße 29 (Standort) | Wohnhaus                           | Dreigeschossiger traufseitiger Satteldachbau mit Sandsteinfassade mit Ecklisenen und Flacherker und Attika am Mittelrisalit, Neurenaissance, vor 1878. | D-5-63-000-1161 Wikidata | BW             |
| Rudolf-Breitscheid-Straße 49 (Standort) | Mietshaus                          | Viergeschossiger traufseitiger Satteldachbau mit Sandsteinfassade mit flachen Seitenrisaliten, Konsoltraufgesims und Balkon, spätklassizistisch, von Leonhard Gran, 1872/73; bauliche Gruppe mit Eckhaus Rudolf-Breitscheid-Straße 51. | D-5-63-000-1162 Wikidata | weitere Bilder |
| Rudolf-Breitscheid-Straße 51 (Standort) | Mietshaus in Ecklage               | Viergeschossiger Satteldachbau mit Sandsteinfassade, Dreiecksgiebel und Erker mit Eisenbalkonbrüstung an der abgeschrägten Ecke und Konsoltraufgesims, spätklassizistisch, von Leonhard Gran, 1873/74; bauliche Gruppe mit Rudolf-Breitscheid-Straße 49; Teil des Ensembles Hornschuchpromenade/Königswarterstraße.                                                              | D-5-63-000-1163 Wikidata | weitere Bilder |